# Karain-barlang

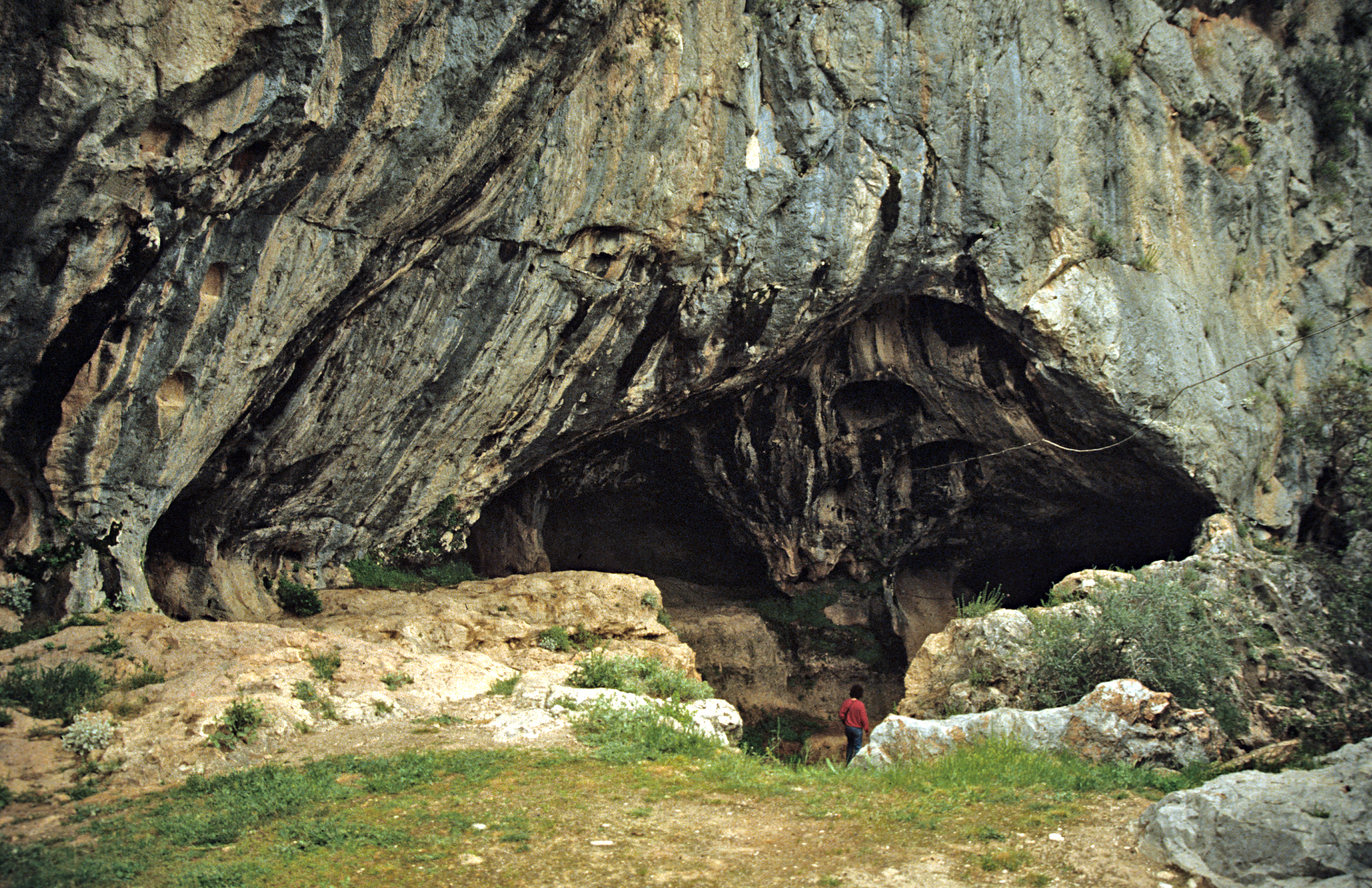
A Karain-barlang bejárata

A Karain-barlang (törökül: Karain Mağarası) Törökországban, Antalyától északnyugatra, mintegy 30 kilométerre található. A barlang 400 méteres tengerszint feletti magasságban fekszik, Yağcı Köyü falu határában. Bejárata a pleisztocén-kori tenger üledékét képező travertin-mészkő fennsík szintjétől 100 méteres magasságban van. Őskőkori (paleolitikumi) régészeti leleteinek kiemelkedő jelentősége miatt az UNESCO kulturális világörökség jegyzékbevétel várományosa.

## Általános jellemzők
Mindaz, amit az őskőkorról Anatóliában manapság tudunk, az egyetlen olyan anatóliai lelőhelyről származik, amely a paleolitikum mindhárom szakaszában folytonos lakottságot mutat:  ez a Karain-barlang, Antalyától északnyugatra, mintegy 30 km-nyire található őskőkori központ; a paleolitikum korai-, közép- és újkori szakaszaiból különféle lakótelephelyeket tartalmaz. A lelőhelyen talált eszközök és megmunkált kövek mellett több olyan műtárgy is található, amelyeket máshonnan importáltak. A neandervölgyi ember fog- és csontmaradványai, valamint számtalan megégett és nyers csontmaradványok találhatók.
Az ó- (és részben) a középső paleolitikum időszakában jellegzetes bunkósbotok jelentek meg, tűzkőből, és kovakőből készült eszközök, kővésők, kőfúrók, kőszegek, levélformájú kőhegyek (nyílhegyek), fonalnehezékek, stb. A paleolitikus kor végén megjelentek az ívesen elhelyezett kőpengés eszközök (sarlók). A kőeszközök mellett ebben az időszakban más anyagokból is készültek szerszámok, pl. csontból, szaruból, de a használati eszközök első vonalát mégis csak a kőeszközök alkották, mert például a csonteszközöket „még nem úgy csinálják, hanem a célnak megfelelő formájú darabot csak úgy keresik ki”.

## Az ásatások története
Az Anatóliai Civilizációk Múzeumában bemutatott emlékei:
- 14. Karain-barlang, általános kép
- 15. Karain barlang, F-kamra: 1986-os ásatások
- 16. Karain-barlang, B-kamra
- 21. Különböző hegyek tűzkőből. Karain-barlang. Középső paleolitikum
- 22. Karain-barlang: különféle kőhegyek tűzkőből, középső kőkor.

Az ásatások régészeti leleteinek fő bemutatóhelye az antalyai Archeológiai Múzeum.

## Lásd még
- Anatóliai Civilizációk Múzeuma
- Archeológiai Múzeum (Antalya)
- Anatólia történelme
- Őskőkorszak